# Danh sách món ăn Thái Lan
Dưới đây là danh sách món ăn trong ẩm thực Thái Lan.

## Món dùng riêng
Ghi chú: Cột ký tự Thái diễn giải cách phát âm.

### Món cơm
| Tên tiếng Thái                | Tiếng Thái       | Tên tiếng Anh                                   | Hình ảnh | Vùng       | Mô tả |
| ----------------------------- | ---------------- | ----------------------------------------------- | -------- | ---------- | --- |
| Chok                          | โจ๊ก              | Cháo                                            |          |            | Có nguồn gốc từ Trung Hoa, món cháo với thịt heo hoặc gà bằm. Có thể trứng vào như một tuỳ chọn. |
| Khao kan chin                 | ข้าวกั๊นจิ๊น          |                                                 |          | Bắc        | Một món ăn Tai Yai (Người Shan) của Myanmar và phía Bắc Thái Lan, một món cơm trộn với huyết heo và được hấp bên trong lá chuối. Khao kan chin được dùng chung với dưa chuột, hành tây xào và ớt khô.                                                                                               |
| Khao kha mu                   | ข้าวขาหมู          | Cơm đùi heo kho                                 |          |            | Cơm chân giò heo thái lát mỏng, được hầm trong nước tương và ngũ vị hương. Nó luôn được ăn kèm với nước chấm cay ngọt, ớt hiểm tươi và tép tỏi. Trứng luộc và nước lèo trong là tuỳ chọn. |
| Khao khai chiao               | ข้าวไข่เจียว        | Cơm ốp la                                       |          |            | Một bữa ăn nhẹ hoặc ăn sáng, nó là trứng ốp la với cơm trắng, thường được ăn với tương ớt và dưa leo. Hình bên trái là khao khai chiao songkhrueang (tiếng Thái: ข้าวไข่เจียวทรงเครื่อง) một biến thể của nó với trứng ốp là ở trên với thịt bằm và rau xào.                                             |
| Khao khluk kapi               | ข้าวคลุกกะปิ        | Cơm chiên với mắm tôm                           |          |            | Cơm chiên với mắm tôm ăn kèm với thịt heo ngọt, xoài chua, tôm chiên, ớt cay và hành tím. |
| Khao mok gai                  | ข้าวหมกไก่         | Biryani gà kiểu Thái                            |          |            | Một phiên bản Thái của "biryani gà". Tên có nó có nghĩa là "gà phủ cơm" là đây là món ăn Thái-Hồi được nấu từ cơm trắng cùng với cà ri gà. |
| Khao mok nuea                 | ข้าวหมกเนื้อ        | Biryani bò kiểu Thái                            |          |            | Một phiên bản Thái của "biryani bò". |
| Khao man gai                  | ข้าวมันไก่          | Cơm gà                                          |          |            | Cơm hấp với tỏi với gà chặt lát, nước hầm ga, và nước chấm cay. Phiên bản Thái của món này được gọi là gà Wenchang (文昌雞) từ Hải Nam miền Nam Trung Quốc. |
| Khao mu krop                  | ข้าวหมูกรอบ        | Cơm thịt heo giòn                               |          |            | Cơm với thịt heo giòn, như hình bên trái, nó được ăn kèm với trứng luộc và nước dùng. Nước sốt thường dùng là khao mu krop thường được để trong chén riêng. |
| Khao mu krop mu daeng         | ข้าวหมูกรอบหมูแดง   | Cơm trộn với thịt heo chiên giòn và thịt xá xíu |          |            | Cơm với mu krop (heo quay) và mu daeng (xá xíu), và thường được chang với nước tương và sốt dầu hàu. Thông thường ăn kèm với nước súp trong, trứng luộc, dưa chuột, hành lá. Ớt thái lát ngâm trong giấm đen Trung Quốc và nước tương đen được cung cấp như một loại gia vị cho món ăn này.         |
| Khao na pet                   | ข้าวหน้าเป็ด        | Cơm vịt quay                                    |          |            | Cơm với vịt quay và nước luộc vịt. Nó được dùng với nước tương bỏ ớt cay. |
| Khao niao                     | ข้าวเหนียว         | Gạo nếp hoặc gạo dẻo                            |          |            | Khao niao theo truyền thống chỉ ăn bằng tay phải. Đây là thực phẩm chủ yếu của người Thái ở miền Bắc và Đông Bắc. |
| Khao nuea op                  | ข้าวเนื้ออบ         |                                                 |          |            | Cơm với thịt bò nướng thái lát, ăn kèm với nước chấm ớt cay. |
| Khao phat                     | ข้าวผัด            | Cơm chiên kiểu Thái                             |          |            | Cơm chiên tại Thái Lan có thể dùng nhiều nguyên liệu khác nhau. Thường được dùng chung với chanh tươi, dưa chuột, hành lá, và nam pla phrik (ớt hiểm trong nước mắm). |
| Khao phat amerikan            | ข้าวผัดอเมริกัน      | Cơm chiên kiểu Mỹ                               |          |            | Cơm chiên kiểu Mỹ là cơm được chiên với hành, cà chua, nho khô, và thêm hương vị với tương cà. Nó thường được trang trí với một ít xúc xích, gà chiên, và trứng. |
| Khao phat kaeng khiao wan     | ข้าวผัดแกงเขียวหวาน |                                                 |          |            | Cơm chiên với cà ri xanh. |
| Khao phat kaphrao mu          | ข้าวผัดกะเพราหมู    | Cơm chiên húng quế với thịt lợn                 |          |            | Cơm chiên với một loại húng quế Thái gọi là kaphrao (Hương nhu tía), thịt heo lát, và ớt. |
| Khao phat namliap             | ข้าวผัดหนำเลี้ยบ     |                                                 |          |            | Cơm chiên với nam liap, một lại trái của Canarium album, còn được gọi là "olive Trung Quốc". |
| Khao phat nam phrik long ruea | ข้าวผัดน้ำพริกลงเรือ  |                                                 |          | Miền Trung | Cơm chiên với Nam phrik long ruea và khai khem (trứng muối). Chiên, thái, xúc xích ngọt kun chiang (tiếng Thái: กุนเชียง, hay còn gọi là lạp xưởng) được dùng chung với dưa chuột. |
| Khao phat nam phrik narok     | ข้าวผัดน้ำพริกนรก    |                                                 |          |            | Tên này có nghĩa đen là "cơm chiên với tương ớt từ địa ngục". Cơm được chiên với nam phrik narok, một loại sốt ớt rất cay với cá trê chiên, hành tây nướng và tỏi, ớt khô nướng, đường, nước mắm, và mắm tôm. Nó được dùng chung với mu yang (thịt heo nướng) và nam chim chaeo, chấm trong ớt cay. |
| Khao tom                      | ข้าวต้ม            | Cháo Thái                                       |          |            | Cháo với thịt heo, gà hoặc cá xay. Thường được ăn vào buổi sáng. |
| Khao tom kui                  | ข้าวต้มกุ๊ย          | Cháo trắng                                      |          |            | Gạo được nấu thành cháo và được ăn như món chính cùng với nhiều món ăn kèm khác. |